# Ray Danton
Ray Danton, conosciuto anche come Raymond Danton, nato Raymond Caplan (New York, 19 settembre 1931 – Los Angeles, 11 febbraio 1992), è stato un attore e regista statunitense.
Di origini ebraico-lituane, nel corso della sua carriera, iniziata nel 1943, spaziò attraverso radio, cinema, teatro e televisione.
Impersonò l'attore George Raft nel film biografico Testa o croce (1961).

## Filmografia

### Attore

#### Cinema
- Furia indiana (Chief Crazy Horse), regia di George Sherman (1955)
- Gli sciacalli (The Looters), regia di Abner Biberman (1955)
- I pionieri dell'Alaska (The Spoilers), regia di Jesse Hibbs (1955)
- Piangerò domani (I'll Cry Tomorrow), regia di Daniel Mann (1955)
- Caccia ai falsari (Outside the Law), regia di Jack Arnold (1956)
- Lassù qualcuno mi ama (Somebody Up There Likes Me), regia di Robert Wise (1956) (voce, non accreditato)
- L'urlo del gabbiano (The Night Runner), regia di Abner Biberman (1957)
- Furia d'amare (Too Much, Too Soon), regia di Art Napoleon (1958)
- È sbarcato un marinaio (Onionhead), regia di Norman Taurog (1958)
- I marines delle isole Salomone (Tarawa Beachhead), regia di Paul Wendkos (1958)
- The Beat Generation, regia di Charles F. Haas (1959)
- Corruzione nella città (The Big Operator), regia di Charles F. Haas (1959)
- La guida indiana (Yellowstone Kelly), regia di Gordon Douglas (1959)
- Lo zar dell'Alaska (Ice Palace), regia di Vincent Sherman (1960)
- Jack Diamond gangster (The Rise and Fall of Legs Diamond), regia di Budd Boetticher (1960)
- Febbre nel sangue (A Fever in the Blood), regia di Vincent Sherman (1961)
- L'erede di Al Capone (Portrait of a Mobster), regia di Joseph Pevney (1961)
- Testa o croce (The George Raft Story), regia di Joseph M. Newman (1961)
- Il molto onorevole ministro (A Majority of One), regia di Mervyn LeRoy (1961)
- Il giorno più lungo (The Longest Day), regia di Ken Annakin, Andrew Marton e Bernhard Wicki (1962)
- Sessualità (The Chapman Report), regia di George Cukor (1962)
- FBI Cape Canaveral (FBI Code 98), regia di Leslie H. Martinson (1963)
- Sandokan alla riscossa, regia di Luigi Capuano (1964)
- Sandokan contro il leopardo di Sarawak, regia di Luigi Capuano (1964)
- Corrida pour un espion, regia di Maurice Labro (1965)
- New York chiama Superdrago, regia di Giorgio Ferroni (1966)
- Ballata da un miliardo, regia di Gianni Puccini (1967)
- Si muore solo una volta, regia di Giancarlo Romitelli (1967)
- Agente speciale L.K. (Operazione Re Mida) (Lucky, el intrépido), regia di Jesús Franco (1967)
- Hallò Ward! ...E furono vacanze di sangue (Llaman de Jamaica, Mr. Ward), regia di Julio Salvador (1968)
- L'ultimo mercenario (Die grosse Treibjagd), regia di Mel Welles (1968)
- Triangle, regia di Bernard Glasser (1970)
- Riuscirà il nostro eroe a ritrovare il più grande diamante del mondo?, regia di Guido Malatesta (1971)
- The Ballad of Billie Blue, regia di Ken Osborne (1972)
- Blood, Black and White, regia di Richard Lang (1973)
- Troppo nude per vivere (The Centerfold Girls), regia di John Peyser (1974)
- Apache Blood, regia di Vern Piehl (1975)
- Sixpack Annie, regia di Fred G. Thorne (1975)

#### Televisione
- Sugarfoot – serie TV, episodi 1x04-3x02 (1957-1959)
- Climax! – serie TV, episodi 4x15-4x28 (1958)
- Yancy Derringer – serie TV, episodio 1x04 (1958)
- Bronco – serie TV, episodio 1x02 (1958)
- Indirizzo permanente (77 Sunset Strip) – serie TV, episodi 1x03-1x29 (1958-1959)
- Westinghouse Desilu Playhouse – serie TV, episodio 1x14 (1959)
- Hawaiian Eye – serie TV, episodi 1x28-2x01 (1960)
- Bourbon Street Beat – serie TV, episodio 1x30 (1960)
- Surfside 6 – serie TV, episodi 1x01-1x11 (1960)
- Maverick – serie TV, episodio 4x16 (1961)
- Il virginiano (The Virginian) – serie TV, episodio 1x07 (1962)
- The Dick Powell Show – serie TV, episodio 1x23 (1962)
- The Wide Country – serie TV, episodio 1x11 (1962)
- La legge del Far West (Temple Houston) – serie TV, episodio 1x20 (1964)
- Sotto accusa (Arrest and Trial) – serie TV, episodio 1x23 (1964)
- Honey West – serie TV, episodio 1x01 (1965)
- Giovani avvocati (The Young Lawyers) – serie TV, episodio 1x20 (1971)
- Attentato al Trans American Express (Runaway!), regia di David Lowell Rich – film TV (1973)
- Agenzia Rockford (The Rockford Files) – serie TV, episodio 2x09 (1975)

### Regista
- T.J. Hooker – serie TV, episodio 4x16 (1985)

## Doppiatori italiani
Nelle versioni in italiano, delle opere in cui ha recitato, Ray Danton è stato doppiato da:
- Pino Locchi in Furia indiana, Gli sciacalli, I pionieri dell'Alaska, Caccia ai falsari, Jack Diamond gangster, È sbarcato un marinaio, Sandokan contro il leopardo di Sarawak, Sandokan alla riscossa
- Renato Izzo in Si muore solo una volta, Riuscirà il nostro eroe a ritrovare il più grande diamante del mondo?
- Renato Turi in Piangerò domani, Furia d'amare
- Gigi Proietti in Il giorno più lungo, Agente speciale L.K.
- Gualtiero De Angelis in La guida indiana
- Giuseppe Rinaldi in New York chiama Superdrago
- Sergio Graziani in Hallò Ward!...E furono vacanze di sangue